# Last week fights, this week tights
Last week fights, this week tights es el 86to episodio de la serie de televisión norteamericana Gilmore Girls.

## Resumen del episodio
Todo Stars Hollow se está preparando para la boda de Liz y TJ que tendrá como tema el Renacimiento; las compañeras de habitación de Rory, Paris, Janet y Tanna se van ya de vacaciones, y todas hacen notar la ausencia de un chico al lado de Rory en todo el año, algo que también Emily ha notado, así que la visita al día siguiente y le presenta a un muchacho para que salgan a una fiesta. Cuando la Sra. Kim le pide a Lorelai que le lleve la correspondencia a Lane, ella le responda que rompa el hielo e intente contactarse con ella, pero grande es la sorpresa de la Sra. Kim al enterarse de que su hija vive con dos muchachos, aunque luego Lorelai consigue calmarla; Emily intenta ocultar la separación con Richard cuando Lorelai le hace muchas preguntas sobre sus cambios de rutina al estar de viaje su padre. En la boda de Liz y TJ, todo sale muy bien, e incluso Lorelai y Luke comparten un romántico baile. Ya más tarde, Luke le dice a Lorelai para salir juntos en una cita otro día y ella acepta. Mientras tanto, la cita de Rory fue un desastre y ella debe llamara a Dean para que la recoja, aunque al llegar a su dormitorio aparece Jess, quien le propone para que se vayan juntos a Nueva York, pero ella lo rechaza.

## Curiosidades
- Cuando Tanna muestra el colage, se ven dos fotos idénticas de Rory con un jersey verde junto a una farola.
- En el episodio anterior, Luke can see her face, Luke dijo que pasaría por Lorelai para ir a la boda de Liz, pero en este vemos como Lorelai le busca en el cáfe.
- Cuando Luke abraza a Jess, la cabeza de éste se encuentra sobre el hombro derecho de su tío; en la siguiente escena está sobre el izquierdo.

- Datos: Q5971433